# Wola Rusiecka
Wola Rusiecka – obszar Krakowa wchodzący w skład Dzielnicy XVIII Nowa Huta. 

## Historia
W XIV wieku wieś znalazła się na prawym brzegu Wisły gdy ta zmieniła koryto. Kolejna zmiana koryta podzieliła wieś na prawo (Grabie) i lewobrzeżną (Wola Rusiecka).  Pierwsze wzmianki o wsi pochodzą z 1360 roku, gdy przeniesiono ją z prawa polskiego na niemieckie.
Wieś podlegała do parafii w Ruszczy. Jednak gdy Wisła odcięła mieszkańców od dostępu do kościoła erygowano we wsi parafię, a Wierzbięta z Branic ufundował kościół. Gdy nastąpiła ponowna zmiana koryta Wisły i ta zalewała kościół, parafię i kościół przeniesiono do Grabia, a część lewobrzeżna wróciła do parafii w Ruszczy. 
Wieś należała do klucza rodowego Branickich. 
W 1951 roku została włączona do Krakowa, od 1991 roku należy do  Dzielnicy XVIII Nowa Huta. 